# Zhuang Yong
Pour les articles homonymes, voir Zhuang.
Dans ce nom, le nom de famille précède le nom personnel.
Zhuang Yong (庄泳), née le 10 août 1972 à Shanghai, est une nageuse chinoise.

## Biographie
Aux Jeux olympiques d'été de 1988, elle a remporté la première médaille de la natation chinoise aux Jeux, celle d'argent au 100 mètres nage libre. Aux Jeux olympiques d'été de 1992, elle a également remporté la première médaille d'or de la natation chinoise aux Jeux sur 100 mètres nage libre, la médaille d'argent au 50 mètres nage libre et la médaille d'argent au 4 × 100 mètres nage libre.